# Eupithecia perdistincta
Eupithecia perdistincta är en fjärilsart som beskrevs av Eugen Wehrli 1937. Eupithecia perdistincta ingår i släktet Eupithecia och familjen mätare. Inga underarter finns listade i Catalogue of Life.